# Lijst van rijksmonumenten in Asperen
De plaats Asperen telt 7 inschrijvingen in het rijksmonumentenregister.
| Object | Oorspronkelijke functie?  | Bouwjaar                                           | Architect | Locatie                | Coördinaten?                 | Nr.?   | Afbeelding        |
| --- | ------------------------- | -------------------------------------------------- | --------- | ---------------------- | ---------------------------- | ------ | ----------------- |
| Restant van molen De Haas | Industrie- en poldermolen | 1868 (bouwjaar) 1937 (restauratie) 1948 (verbrand) |           | Molenwal 23            | 51° 53' 2" NB, 5° 6' 60" OL  | 449608 | Meer afbeeldingen |
| Herenhuis met een traditionele en sobere aan het neoclassicisme ontleende gevelopbouw                                                 | Werk-woonhuis             | 1881                                               |           | Voorstraat 72          | 51° 52' 41" NB, 5° 6' 56" OL | 523127 | Meer afbeeldingen |
| Hervormde of St.Catharinakerk | Kerk en kerkonderdeel     | 1460                                               |           | Voorstraat 2           | 51° 52' 52" NB, 5° 6' 42" OL | 8397   | Meer afbeeldingen |
| Toren der Hervormde Kerk | Kerk en kerkonderdeel     | eind 15e eeuw                                      |           | Voorstraat 2           | 51° 52' 51" NB, 5° 6' 41" OL | 8398   | Meer afbeeldingen |
| Aan de drie landzijden van het stadje is de vestingwal, ten dele bestaande uit metselwerk, bewaard gebleven, evenals de vestinggracht | Omwalling                 |                                                    |           | Vestingwal             | 51° 52' 56" NB, 5° 6' 41" OL | 8399   | Meer afbeeldingen |
| Nieuwe Hollandse Waterlinie Cluster 68 Wapenplaats bij Asperen: Aanleg van de wapenplaats met aardwerken                              | Fort, vesting en -onderdl | 1845                                               |           | Lingedijk              | 51° 52' 35" NB, 5° 7' 3" OL  | 531787 | Meer afbeeldingen |
| Wapenplaats bij Asperen: Groepsschuilplaatsen type P                                                                                  | Militair verblijfsgebouw  | 1939-1940                                          |           | Lingedijk              | 51° 52' 34" NB, 5° 7' 2" OL  | 531788 | Meer afbeeldingen |
| Wapenplaats bij Asperen: Nissenhut / opslaggebouw / magazijn                                                                          | Bijgebouwen               | 1950                                               |           | Lingedijk              | 51° 52' 35" NB, 5° 7' 2" OL  | 531789 | Meer afbeeldingen |
| Nieuwe Hollandse Waterlinie Cluster 69 Betonnen werken bij Asperen: Groepsschuilplaatsen type P                                       | Militair verblijfsgebouw  | 1939-1940                                          |           | Meerdijk               | 51° 52' 23" NB, 5° 7' 23" OL | 531796 | Meer afbeeldingen |
| Betonnen werken bij Asperen: Batterijschuilplaats Meerdijk (Zuid)                                                                     | Militair verblijfsgebouw  | 1906                                               |           | Meerdijk               | 51° 52' 47" NB, 5° 7' 13" OL | 531797 | Meer afbeeldingen |
| Betonnen werken bij Asperen: Batterijschuilplaats Meerdijk (Noord)                                                                    | Militair verblijfsgebouw  | 1900                                               |           | Meerdijk               | 51° 52' 53" NB, 5° 7' 14" OL | 531798 | Meer afbeeldingen |
| Betonnen werken bij Asperen: Vijf emplacementen / aarden geschutsopstellingen                                                         | Bomvrij militair object   | 1845                                               |           | Meerdijk               | 51° 52' 55" NB, 5° 7' 13" OL | 532018 | Meer afbeeldingen |
| Nieuwe Hollandse Waterlinie Cluster 601 Lingesluizen bij Asperen: Zuider Lingesluis, schut- en keersluis / waaiersluis                | Fort, vesting en -onderdl | 1809                                               |           | Nieuwe Zuiderlingedijk | 51° 52' 40" NB, 5° 7' 5" OL  | 531833 | Meer afbeeldingen |
| Lingesluizen bij Asperen: Noorder Lingesluis, schut- en keersluis / waaiersluis                                                       | Fort, vesting en -onderdl | 1862                                               |           | Nieuwe Zuiderlingedijk | 51° 52' 42" NB, 5° 7' 7" OL  | 531834 | Meer afbeeldingen |
| Lingesluizen bij Asperen: Wester inundaties- en keersluis / waaiersluis en schotbalkopslag bij Wapenplaats bij Asperen                | Fort, vesting en -onderdl | 1815                                               |           | Lingedijk              | 51° 52' 36" NB, 5° 7' 2" OL  | 531835 | Meer afbeeldingen |